# Будинок купця Ф. Г. Медведєва
Будинок купця Ф. Г. Медведєва — пам'ятка архітектури та містобудування знову виявлена в Новгород-Сіверському. Нині у будівлі розміщується Новгород-Сіверська районна дитяча бібліотека.

## Історія
Наказом Головного управління культури туризму та охорони культурної спадщини Чернігівської обласної державної адміністрації від 25.01.2011 № 10 надано статус «пам'ятника архітектури та містобудування знову виявлений» під охоронним №.

## Опис
1899 (1902) року було збудовано будинок на розі сучасних вулиць Губернської та Свободи. Будинок був побудований для купця Ф. Г. Медведєва і, ймовірно, автором проекту є архітектор І. Лошаковський, який спроектував готель «Центральний» .
Одно-двоповерховий, цегляний, складний у плані будинок. Прямокутний у плані двоповерховий обсяг якого зі сходу (губернською вулицею) примикає прямокутний у плані одноповерховий обсяг. Фасад оздоблений численним декором. Двоповерховий об'єм з боку перехрестя має скошений кут, де розташований вхід, над яким розташований округлий еркер. Над еркером височить бельведер зі шпилем. Фасад акцентований пілястрами, міжповерховим та вінчаючим карнизами. Вікна чотирикутні, вікна другого поверху у глибоких арочних нішах. На фасаді на боці Соборної вулиці барельєф.
Нині у будівлі розміщується Новгород-Сіверська районна дитяча бібліотека.